# Риттау, Штефан
Штефан Риттау (нем. Stephan Rittau; 27 декабря 1891 — 22 августа 1942) — германский военачальник, генерал-лейтенант (1942), участник Первой и Второй мировых войн. Кавалер Рыцарского креста Железного креста (1941). Погиб подо Ржевом.

## Биография
Поступил на службу в прусскую армию общегерманских войск в 1911 году кадетом. С 1912 года — лейтенант. Участвовал в Первой мировой войне, 27 января 1916 года произведен в обер-лейтенанты, награждён Железным крестом обоих классов. 
После поражения — в рейхсвере. С 1922 года — капитан, 1 апреля 1933 года получил звание майора, 1 сентября 1935 года — подполковника, назначен командиром 1-го батальона 7-го пехотного полка в Бреслау. 1 марта 1938 года получил звание полковника. 1 февраля 1939 года назначен командиром 102-го пехотного полка в Хемнице, командовал им в Польской (1939) и Французской (1940) кампаниях в составе 24-й пехотной дивизии. 1 августа 1940 года получил звание генерал-майора. 
1 октября 1940 года назначен командиром вновь сформированной 129-й пехотной дивизии. Командовал ею в войне против СССР, участвовал в Белостокско-Минском и Смоленском сражениях, затем в наступлении на Москву. 22 ноября 1941 года награжден Рыцарским крестом Железного креста. 
Летом 1942 года участвовал в Ржевской битве, 1 августа 1942 года произведен в генерал-лейтенанты. 22 августа 1942 года генерал-лейтенант Риттау вместе со своим адъютантом был убит под Ржевом партизанским огнём по дороге на передовую. Похоронен в Дубакино.